# Kanoistika
Kanoistika je vodní sport provozovaný jak rekreačně, tak i profesionálně. Ač je název odvozen od kánoe, je obecně používán i pro podobné aktivity provozované na kajaku.

## Disciplíny
Mezi disciplíny kanoistiky se řadí:
- Rychlostní kanoistika – provozována na klidných stojatých vodách, přičemž cílem je ujet stanovenou vzdálenost v co nejkratším čase. Existuje mnoho kategorií, které se dělí nejen podle věku a pohlaví, ale i typem lodi.

Kanoistika na letních olympijských hrách
- Slalom na divoké vodě – provozován na silně proudících tocích. Cílem je nejen projet stanovenou trasu co nejrychleji, ale také správně projet na trase umístěné branky. Červené (protivodné) branky se projíždějí proti směru proudu a zelené po směru proudu. Za dotyk či neprojetí branky jsou závodníkovi přičítány trestné sekundy.
  - Vrcholné soutěže
    - Mistrovství světa ve vodním slalomu
    - Mistrovství Evropy ve vodním slalomu
    - Kanoistika na letních olympijských hrách
    - Světový pohár ve vodním slalomu
- Sjezd na divoké vodě – provozován na tratích mírně či více proudících řek, trať měří zhruba 5 km (asi 20 minut trvá jezdci její projetí) při takzvaném klasickém sjezdu, nebo zhruba 500 m při sprintu, který je dvoukolový.
- Rodeo a akrobacie – závodník provádí ve vlně či válci různé „figury“, podle kterých je hodnocen.
- Kanoepolo – obdoba basketbalu na vodě, dvě soupeřící družstva se snaží vsítit co nejvíce gólů, k základním dovednostem hráče patří eskymácký obrat, jelikož při kontaktu s protihráči dochází často k převrhnutí kajaku. Hřiště má typicky rozměry 30x20m a branky jsou 2 metry nad vodou o rozměru 1x1,5 metru. Na hřišti je pět hráčů z každého týmu a maximálně tři střídající za zadní čárou.
- Dračí loď – na jedné lodi (12,5 m) pádluje 20 členů posádky, loď je dále doplněna o kormidelníka vzadu a bubeníka vpředu, loď má svým tvarem připomínat draka.
- Seakayak – typ kajaku, který je uzpůsoben k turistice na moři. Existuje mnoho variant, některé typy mají úložné prostory, které zamezují přístupu vody. V dnešní době je putování po moři na mořských kajacích velmi oblíbeným sportem.
- Vodní turistika – nejrozšířenějším vodním sportem je vodní turistika. Nadšenci na různých druzích lodí (turistické kanoe mnoha typů, pálavy, turistické kajaky…) každoročně sjíždějí většinou mírnějí tekoucí řeky.
- Kanoistiku používají i některé extrémní nebo kombinované sporty, jízda na kajaku je součástí kombinovaného sportu zvaného kvadriatlon.

## Kanoistika v českých podmínkách
V roce 1922 byl zorganizován první ročník kanoistického závodu České Budějovice – Praha.
Rekreačně se kanoistika neomezuje pouze na sjíždění vodních toků, v naprosté většině mírných až středně tekoucích, ale nově i jízdu po vodních hladinách (vzhledem k vnitrozemské poloze naší země). Příznivci divočejší vody v Česku nemají příliš příležitostí, takže jezdí do oblastí kde řeky tečou trochu divočeji, nebo využívají možnosti sjíždět některé úseky českých řek při vypouštění přehrad (např. ČPV – Český pohár vodáků).
Jedna z nejhezčích a nejatraktivnijších tratí Čertovy schody se nachází na Vltavě v úseku pod Lipenskou přehradní nádrží nad Vyšším Brodem, kromě kanoisty je využívána i pro závody v raftingu.
Nejvyšším orgánem kanoistiky v Česku je Český svaz kanoistů.